# E3 Prijs Harelbeke 1971
L'E3 Prijs Harelbeke 1971, quattordicesima edizione della corsa, si svolse il 27 marzo su un percorso di 235 km, con partenza ed arrivo a Harelbeke. Fu vinta dal belga Roger De Vlaeminck della squadra Flandria-Mars davanti ai connazionali Georges Pintens e Eddy Merckx.

## Ordine d'arrivo (Top 10)
| Pos. | Corridore            | Squadra             | Tempo    |
| ---- | -------------------- | ------------------- | -------- |
| 1    | Roger De Vlaeminck   | Flandria-Mars       | 5h57'00" |
| 2    | Georges Pintens      | Hertekamp-Magniflex | a 3"     |
| 3    | Eddy Merckx          | Molteni             | a 8"     |
| 4    | Walter Godefroot     | Peugeot-BP-Michelin | a 40"    |
| 5    | Eric De Vlaeminck    | Flandria-Mars       | a 41"    |
| 6    | Frans Verbeeck       | Watney-Avia         | a 45"    |
| 7    | Guido Reybrouck      | Salvarani           | a 48"    |
| 8    | Eric Leman           | Flandria-Mars       | s.t.     |
| 9    | Willy Planckaert     | Goldor              | s.t.     |
| 10   | Daniel Van Ryckeghem | Sonolor-Lejeune     | s.t.     |